# جنگل ملی وایت ریور
جنگل ملی وایت ریور (به انگلیسی: White River National Forest) یک جنگل ملی در آمریکا است.
مساحت این جنگل ۹۳۰۷ کیلومتر مربع است و در ایالت کلرادو گسترده است.